# Fotbal Club Sheriff Tiraspol 2024-2025
Questa voce raccoglie le informazioni riguardanti lo Sheriff Tiraspol nelle competizioni ufficiali della stagione 2024-2025.

## Maglie e sponsor
Il fornitore tecnico per la stagione 2024-2025 è Adidas. 
| 1ª divisa | 2ª divisa |

## Rosa
| N. |                           | Ruolo | Calciatore        |
| -- | ------------------------- | ----- | ----------------- |
| 1  | Moldavia (bandiera)       | P     | Victor Străistari |
| 3  | Ghana (bandiera)          | D     | Nana Boakye       |
| 4  | Liberia (bandiera)        | D     | Natus Jamel Swen  |
| 6  | Brasile (bandiera)        | D     | Raí Lopes         |
| 7  | Burkina Faso (bandiera)   | A     | Abou Ouattara     |
| 8  | Capo Verde (bandiera)     | C     | João Paulo        |
| 9  | Sudan del Sud (bandiera)  | A     | Ajak Riak         |
| 9  | Montenegro (bandiera)     | A     | Aleksa Marušić    |
| 10 | Burkina Faso (bandiera)   | C     | Cedric Badolo     |
| 10 | Armenia (bandiera)        | A     | Art'owr Serobyan  |
| 11 | Burkina Faso (bandiera)   | C     | Cyrille Bayala    |
| 12 | Nigeria (bandiera)        | A     | Elijah Odede      |
| 16 | Malta (bandiera)          | P     | Rashed Al-Tumi    |
| 17 | Camerun (bandiera)        | C     | Jerome Mbekeli    |
| 17 | Colombia (bandiera)       | C     | Johan Rodallega   |
| 18 | Mali (bandiera)           | C     | Moussa Kyabou     |
| 20 | Costa d'Avorio (bandiera) | D     | Armel Zohouri     |
| 22 | Inghilterra (bandiera)    | D     | Tyler Reid        |
| 24 | Moldavia (bandiera)       | C     | Danila Forov      |
| 25 | Moldavia (bandiera)       | P     | Roman Dumenco     |
| 26 | Moldavia (bandiera)       | D     | Artiom Dijinari   |
| 27 | Moldavia (bandiera)       | A     | Veaceslav Cozma   |

| N. |                               | Ruolo | Calciatore             |
| -- | ----------------------------- | ----- | ---------------------- |
| 28 | Slovenia (bandiera)           | P     | Emil Velić             |
| 29 | Mali (bandiera)               | D     | Soumaila Magassouba    |
| 31 | Algeria (bandiera)            | C     | Sid Ahmed Aissaoui     |
| 33 | Brasile (bandiera)            | D     | Matheus Lins           |
| 34 | Moldavia (bandiera)           | P     | Dumitru Celeadnic      |
| 42 | Costa d'Avorio (bandiera)     | A     | Konan Loukou           |
| 44 | Albania (bandiera)            | D     | Alesio Mija            |
| 45 | Belgio (bandiera)             | C     | Ayyoub Allach          |
| 46 | Macedonia del Nord (bandiera) | D     | Stefan Despotovski     |
| 47 | Nigeria (bandiera)            | C     | Gideon Goodlad         |
| 50 | Costa d'Avorio (bandiera)     | D     | Jocelin Behiratche     |
| 55 | Uruguay (bandiera)            | C     | Maicol Ferreira        |
| 61 | Nigeria (bandiera)            | A     | Rasheed Akanbi         |
| 66 | Sint Maarten (bandiera)       | D     | Ilounga Pata           |
| 69 | Nigeria (bandiera)            | C     | Peter Ademo            |
| 70 | Brasile (bandiera)            | A     | Luis Phelipe           |
| 71 | Georgia (bandiera)            | C     | Vladimer Mamuchashvili |
| 77 | Moldavia (bandiera)           | A     | Mihail Ghecev          |
| 90 | Mauritania (bandiera)         | A     | Pape Ndiaga Yade       |
| 91 | Croazia (bandiera)            | D     | Roko Jureškin          |
| 95 | Moldavia (bandiera)           | A     | Vadim Paireli          |

## Calciomercato

### Sessione estiva
| Acquisti | Acquisti               | Acquisti            | Acquisti      |
| R.       | Nome                   | da                  | Modalità      |
| -------- | ---------------------- | ------------------- | ------------- |
| P        | Rashed Al-Tumi         | Sliema Wanderers    | svincolato    |
| D        | Jocelin Behiratche     | Dinamo Tirana       | svincolato    |
| D        | Nana Boakye            |                     | svincolato    |
| D        | Stefan Despotovski     | Rabotnički          | svincolato    |
| D        | Danila Ignatov         | Florești            | fine prestito |
| D        | Roko Jureškin          | Pisa                | definitivo    |
| D        | Matheus Lins           | Austria Lustenau    | definitivo    |
| D        | Alesio Mija            | Dinamo Tirana       | svincolato    |
| D        | Ilounga Pata           | TOP Oss             | svincolato    |
| C        | Peter Ademo            | DFK Dainava         | definitivo    |
| C        | Sid Ahmed Aissaoui     | CSKA Mosca          | prestito      |
| C        | Ayyoub Allach          | Qarabağ             | svincolato    |
| C        | Cyrille Bayala         | Ajaccio             | svincolato    |
| C        | Gideon Goodlad         | Maccabi Petah Tikva | definitivo    |
| C        | Vladimer Mamuchashvili | Dinamo Batumi       | definitivo    |
| A        | Vadim Paireli          | Milsami Orhei       | svincolato    |
| A        | Ajak Riak              | PSS Sleman          | svincolato    |
| A        | Pape Ndiaga Yade       | Metz                | svincolato    |

| Cessioni | Cessioni                 | Cessioni                | Cessioni      |
| R.       | Nome                     | a                       | Modalità      |
| -------- | ------------------------ | ----------------------- | ------------- |
| P        | Serghei Obîscalov        | Dinamo Bucarest         | prestito      |
| P        | Serghei Pașcenco         |                         | fine carriera |
| P        | Toni Silić               | Hajduk Spalato          | fine prestito |
| P        | Victor Străistari        | Dacia Buiucani          | prestito      |
| D        | Kōnstantinos Apostolakīs |                         | svincolato    |
| D        | Alejandro Artunduaga     |                         | svincolato    |
| D        | Didier Bueno             | Independiente Medellín  | fine prestito |
| D        | Rodrigo Freitas          | Mafra                   | definitivo    |
| D        | Adamou Djibo             |                         | svincolato    |
| D        | Danila Ignatov           | Bălți                   | prestito      |
| D        | Cedric Ngah              | Zimbru Chișinău         | svincolato    |
| D        | Cristian Tovar           | Ordabasy                | prestito      |
| D        | Bernardo Vilar           | IFK Värnamo             | fine prestito |
| C        | Mario García             | Progreso                | fine prestito |
| C        | Abdoul Moumouni          | Al-Mesaimeer            | svincolato    |
| C        | Mateo Ortíz              | Independiente del Valle | fine prestito |
| C        | Ramon                    | Ankara Keçiörengücü     | svincolato    |
| C        | Ricardinho               |                         | svincolato    |
| C        | Anas Ouahim              | Sydney FC               | fine prestito |
| A        | Wilinton Aponzá          | Torpedo Mosca           | svincolato    |
| A        | Thierry Nevers           | Varaždin                | svincolato    |

### Operazioni tra le due sessioni
| Acquisti | Acquisti | Acquisti | Acquisti |
| R.       | Nome     | da       | Modalità |
| -------- | -------- | -------- | -------- |

| Cessioni | Cessioni      | Cessioni       | Cessioni   |
| R.       | Nome          | a              | Modalità   |
| -------- | ------------- | -------------- | ---------- |
| C        | Roko Jureškin | Spartak Trnava | definitivo |

### Sessione invernale
| Acquisti | Acquisti            | Acquisti       | Acquisti      |
| R.       | Nome                | da             | Modalità      |
| -------- | ------------------- | -------------- | ------------- |
| P        | Victor Străistari   | Dacia Buiucani | fine prestito |
| P        | Emil Velić          | Radomlje       | definitivo    |
| D        | Raí Lopes           | Dinamo Minsk   | svincolato    |
| D        | Soumaila Magassouba | Stade Malien   | definitivo    |
| D        | Natus Jamel Swen    | Mġarr          | svincolato    |
| D        | Cristian Tovar      | Ordabasy       | fine prestito |
| C        | Johan Rodallega     | Millonarios    | definitivo    |
| A        | Aleksa Marusić      | Magdeburgo     | definitivo    |
| A        | Elijah Odede        | Ikon Allah     | definitivo    |
| A        | Luis Phelipe        | FCSB           | svincolato    |
| A        | Art'owr Serobyan    | Ararat-Armenia | prestito      |

| Cessioni | Cessioni           | Cessioni        | Cessioni      |
| R.       | Nome               | a               | Modalità      |
| -------- | ------------------ | --------------- | ------------- |
| P        | Dumitru Celeadnic  | Ordabasy        | svincolato    |
| D        | Stefan Despotovski | OFK Belgrado    | svincolato    |
| D        | Ilounga Pata       | Mafra           | svincolato    |
| D        | Tyler Reid         |                 | svincolato    |
| D        | Cristian Tovar     | América de Cali | definitivo    |
| C        | Peter Ademo        | Rapid Bucarest  | prestito      |
| C        | Sid Ahmed Aissaoui | CSKA Mosca      | fine prestito |
| C        | Ayyoub Allach      | Araz            | definitivo    |
| C        | Cedric Badolo      | Spartak Trnava  | svincolato    |
| C        | Maicol Ferreira    |                 | svincolato    |
| C        | Mihail Ghecev      |                 | svincolato    |
| C        | Jerome Mbekeli     | Meizhou Kejia   | svincolato    |
| A        | Vadim Paireli      | Ūlytau          | definitivo    |
| A        | Ajak Riak          | AGMK Olmaliq    | svincolato    |

## Risultati

### Super Liga

#### Prima fase
| Arbitro: | Ivlev (Briceni) |

|                |           |  |
| Ademo 15’, 77’ | Marcatori |  |

| Arbitro: | Bîlea (Cahul) |

|            |           |  |
| Allach 42’ | Marcatori |  |

| Arbitro: | Orlic (Chișinău) |

|          |           |  |
| Mija 72’ | Marcatori |  |

| Arbitro: | Boșca (Chișinău) |

|             |           |                    |
| Ohajunwa 4’ | Marcatori | 13’ Mija 15’ Ademo |

| Arbitro: | Cojocaru (Chișinău) |

|          |           |             |
| Riak 67’ | Marcatori | 35’ Gînsari |

| Arbitro: | Leu (Chișinău) |

|  |           |                                            |
|  | Marcatori | 9’ Yade 32’ Allach 35’ Akanbi 76’ Ouattara |

| Arbitro: | Ivlev (Briceni) |

|          |           |  |
| Yade 47’ | Marcatori |  |

| Arbitro: | Bugenco (Chișinău) |

|                  |           |                                           |
| Gorea 43’ (rig.) | Marcatori | 18’ (rig.), 26’ (rig.), 54’ Mamuchashvili |

| Arbitro: | Jitari (Chișinău) |

|  |           |              |
|  | Marcatori | 90+1’ Allach |

| Arbitro: | Cojocaru (Chișinău) |

|             |           |                   |
| Căruntu 79’ | Marcatori | 41’ (rig.) Badolo |

| Arbitro: | Luca (Chișinău) |

|                                                             |           |                            |
| Boakye 19’ Bayala 35’ (rig.) Mamuchashvili 45+2’ Badolo 73’ | Marcatori | 42’ João Paulino 76’ Bîtca |

| Arbitro: | Cojocaru (Chișinău) |

|  |           |                                                      |
|  | Marcatori | 38’ Mamuchashvili 65’ Mija 74’ Bayala 89’ Behiratche |

| Arbitro: | Tudos (Glodeni) |

|                                                                            |           |  |
| Ouattara 4’ Akanbi 12’, 36’, 88’ Cozma 51’ Forov 82’ Riak 87’ Allach 90+1’ | Marcatori |  |

| Bălți 23 novembre 2024, ore 13:00 EET 14ª giornata | Bălți            | 0 – 0 referto | Sheriff Tiraspol | Stadio municipale (1 240 spett.)\| Arbitro: \| Orlic (Chișinău) \| |
| Arbitro:                                           | Orlic (Chișinău) |               |                  |                                                                    |

#### Seconda fase
| Arbitro: | Boșca (Chișinău) |

|                                                   |           |  |
| Mamuchashvili 13’ (rig.) Marušić 69’ Akanbi 90+4’ | Marcatori |  |

| Tiraspol 15 marzo 2025, ore 17:00 EET 2ª giornata | Sheriff Tiraspol | 0 – 0 referto | Zimbru Chișinău | Malaja Sportivnaja Arena (7 023 spett.)\| Arbitro: \| Ivlev (Briceni) \| |
| Arbitro:                                          | Ivlev (Briceni)  |               |                 |                                                                          |

| Arbitro: | Luca (Chișinău) |

|             |           |              |
| Popescu 79’ | Marcatori | 76’ Serobyan |

| Arbitro: | Jitari (Chișinău) |

|                        |           |              |
| Boakye 10’ Marušić 88’ | Marcatori | 39’ Ferreira |

| Arbitro: | Ivlev (Briceni) |

|                      |           |                          |
| Marušić 38’ Yade 71’ | Marcatori | 90+1’ Ndon 90+4’ Gînsari |

| Arbitro: | Tudos (Glodeni) |

|                                       |           |  |
| Marušić 21’ Akanbi 60’, 77’ Forov 83’ | Marcatori |  |

| Arbitro: | Boșca (Chișinău) |

|           |           |          |
| Bîtca 44’ | Marcatori | 18’ Yade |

| Arbitro: | Ivlev (Briceni) |

|                                           |           |           |
| Boakye 13’ Yade 15’ Potîrniche 85’ (aut.) | Marcatori | 24’ Lupan |

| Arbitro: | Jitari (Chișinău) |

|  |           |          |
|  | Marcatori | 89’ Yade |

| Tiraspol 18 maggio 2025, ore 20:00 EEST 10ª giornata | Sheriff Tiraspol | 0 – 0 referto | Milsami Orhei | Stadio Sheriff (8 257 spett.)\| Arbitro: \| Boșca (Chișinău) \| |
| Arbitro:                                             | Boșca (Chișinău) |               |               |                                                                 |

### Coppa di Moldavia
| Arbitro: | Ceban (Chișinău) |

|                                                                                    |           |  |
| Akanbi 3’, 51’, 70’, 90’ Odede 10’, 86’ Yade 47’ Mamuchashvili 55’ (rig.) Mija 68’ | Marcatori |  |

| Arbitro: | Boșca (Chișinău) |

|                                                  |           |           |
| L. Phelipe 3’ Marušić 13’, 67’ Mamuchashvili 67’ | Marcatori | 74’ Boico |

| Arbitro: | Orlic (Chișinău) |

|  |           |             |
|  | Marcatori | 56’ Marušić |

| Arbitro: | Jitari (Chișinău) |

|                |           |                        |
| Ebikabowei 84’ | Marcatori | 5’ Akanbi 22’ Serobyan |

| Arbitro: | Breguța (Chișinău) |

|          |           |  |
| Yade 46’ | Marcatori |  |

| Arbitro: | Ivlev (Briceni) |

|           |           |                   |
| Gopey 90’ | Marcatori | 85’, 90+1’ Akanbi |

### Europa League

#### Primo turno preliminare
| Arbitro: | Dudic |

|  |           |              |
|  | Marcatori | 88’ Volk'ovi |

| Arbitro: | Sariiev |

|                                        |                      |                                      |
| Utzig 5’                               | Marcatori            | 53’ Allach 77’ Yade                  |
| Alıyev Ruan Nuriyev İbrahimli Bayramov | Tiri di rigore 4 – 5 | Badolo Akanbi Pata João Paulo Allach |

#### Secondo turno preliminare
| Arbitro: | Radina |

|  |           |                    |
|  | Marcatori | 86’ (rig.) Hedlund |

| Arbitro: | Čulina |

|                        |           |  |
| Abdullai 1’ Baidoo 73’ | Marcatori |  |

### Conference League
| Arbitro: | Fotias |

|                                                |           |  |
| Pedro Lucas 45+4’ (rig.) Doffo 65’ Sualehe 84’ | Marcatori |  |

| Arbitro: | Mariani |

|  |           |                   |
|  | Marcatori | 87’ (rig.) Motika |

## Statistiche

### Statistiche di squadra
| Competizione              | Punti | In casa | In casa | In casa | In casa | In casa | In casa | In trasferta | In trasferta | In trasferta | In trasferta | In trasferta | In trasferta | Totale | Totale | Totale | Totale | Totale | Totale | DR  |
| Competizione              | Punti | G       | V       | N       | P       | Gf      | Gs      | G            | V            | N            | P            | Gf           | Gs           | G      | V      | N      | P      | Gf     | Gs     | DR  |
| ------------------------- | ----- | ------- | ------- | ------- | ------- | ------- | ------- | ------------ | ------------ | ------------ | ------------ | ------------ | ------------ | ------ | ------ | ------ | ------ | ------ | ------ | --- |
| Super Liga (prima fase)   | 36    | 7       | 6       | 1       | 0       | 18      | 3       | 7            | 5            | 2            | 0            | 15           | 3            | 14     | 11     | 3      | 0      | 33     | 6      | +27 |
| Super Liga (seconda fase) | 20    | 7       | 4       | 3       | 0       | 14      | 4       | 3            | 1            | 2            | 0            | 3            | 2            | 10     | 5      | 5      | 0      | 17     | 6      | +11 |
| Coppa di Moldavia         | -     | 3       | 3       | 0       | 0       | 14      | 1       | 3            | 3            | 0            | 0            | 5            | 2            | 6      | 6      | 0      | 0      | 19     | 3      | +16 |
| Europa League             | -     | 2       | 0       | 0       | 2       | 0       | 2       | 2            | 1            | 0            | 1            | 2            | 3            | 4      | 1      | 0      | 3      | 2      | 5      | -3  |
| Conference League         | -     | 1       | 0       | 0       | 1       | 0       | 1       | 1            | 0            | 0            | 1            | 0            | 3            | 2      | 0      | 0      | 2      | 0      | 4      | -4  |
| Totale                    | 56    | 20      | 13      | 4       | 3       | 46      | 11      | 16           | 10           | 4            | 2            | 25           | 13           | 36     | 23     | 8      | 5      | 71     | 24     | +47 |

### Andamento in campionato
Prima fase
| Giornata  | 1 | 2 | 3 | 4 | 5 | 6 | 7 | 8 | 9 | 10 | 11 | 12 | 13 | 14 |
| --------- | - | - | - | - | - | - | - | - | - | -- | -- | -- | -- | -- |
| Luogo     | C | C | C | T | C | T | C | T | T | T  | C  | T  | C  | T  |
| Risultato | V | V | V | V | N | V | V | V | V | N  | V  | V  | V  | N  |
| Posizione | 2 | 2 | 2 | 1 | 1 | 1 | 1 | 1 | 1 | 1  | 1  | 1  | 1  | 1  |

Legenda:

Luogo: C = Casa; T = Trasferta. Risultato: V = Vittoria; N = Pareggio; P = Sconfitta.
Seconda fase
| Giornata  | 1 | 2 | 3 | 4 | 5 | 6 | 7 | 8 | 9 | 10 |
| --------- | - | - | - | - | - | - | - | - | - | -- |
| Luogo     | C | C | T | C | C | C | T | C | T | C  |
| Risultato | V | N | N | V | N | V | N | V | V | N  |
| Posizione | 2 | 2 | 2 | 2 | 3 | 2 | 2 | 2 | 2 | 2  |

Legenda:

Luogo: C = Casa; T = Trasferta. Risultato: V = Vittoria; N = Pareggio; P = Sconfitta.

### Statistiche dei giocatori
Sono in corsivo i calciatori che hanno lasciato la società a stagione in corso.
| Giocatore        | Super Liga | Super Liga | Super Liga  | Super Liga | Coppa di Moldavia | Coppa di Moldavia | Coppa di Moldavia | Coppa di Moldavia | UEFA Europa League | UEFA Europa League | UEFA Europa League | UEFA Europa League | UEFA Conference League | UEFA Conference League | UEFA Conference League | UEFA Conference League | Totale   | Totale | Totale      | Totale     |
| Giocatore        | Presenze   | Reti       | Ammonizioni | Espulsioni | Presenze          | Reti              | Ammonizioni       | Espulsioni        | Presenze           | Reti               | Ammonizioni        | Espulsioni         | Presenze               | Reti                   | Ammonizioni            | Espulsioni             | Presenze | Reti   | Ammonizioni | Espulsioni |
| ---------------- | ---------- | ---------- | ----------- | ---------- | ----------------- | ----------------- | ----------------- | ----------------- | ------------------ | ------------------ | ------------------ | ------------------ | ---------------------- | ---------------------- | ---------------------- | ---------------------- | -------- | ------ | ----------- | ---------- |
| P. Ademo         | 13         | 3          | 2           | 0          | 0                 | 0                 | 0                 | 0                 | 4                  | 0                  | 2                  | 0                  | 2                      | 0                      | 1                      | 0                      | 19       | 3      | 5           | 0          |
| S. A. Aissaoui   | 0          | 0          | 0           | 0          | 0                 | 0                 | 0                 | 0                 | 0                  | 0                  | 0                  | 0                  | 0                      | 0                      | 0                      | 0                      | 0        | 0      | 0           | 0          |
| R. Akanbi        | 20         | 7          | 3           | 0          | 6                 | 7                 | 0                 | 0                 | 4                  | 0                  | 0                  | 0                  | 2                      | 0                      | 0                      | 0                      | 32       | 14     | 3           | 0          |
| A. Allach        | 11         | 3          | 0           | 0          | 0                 | 0                 | 0                 | 0                 | 4                  | 1                  | 0                  | 0                  | 2                      | 0                      | 0                      | 0                      | 17       | 4      | 0           | 0          |
| R. Al-Tumi       | 1          | -0         | 0           | 0          | 0                 | 0                 | 0                 | 0                 | 4                  | -6                 | 0                  | 0                  | 1                      | -3                     | 0                      | 0                      | 6        | -9     | 0           | 0          |
| C. Badolo        | 12         | 2          | 2           | 0          | 0                 | 0                 | 0                 | 0                 | 4                  | 0                  | 1                  | 0                  | 2                      | 0                      | 0                      | 0                      | 18       | 2      | 3           | 0          |
| C. Bayala        | 19         | 2          | 2           | 0          | 6                 | 0                 | 1                 | 0                 | 0                  | 0                  | 0                  | 0                  | 0                      | 0                      | 0                      | 0                      | 25       | 2      | 3           | 0          |
| J. Behiratche    | 15         | 1          | 2           | 0          | 1                 | 0                 | 0                 | 0                 | 4                  | 0                  | 0                  | 0                  | 2                      | 0                      | 0                      | 0                      | 22       | 1      | 2           | 0          |
| N. Boakye        | 24         | 3          | 1           | 0          | 5                 | 0                 | 0                 | 0                 | 4                  | 0                  | 1                  | 0                  | 2                      | 0                      | 0                      | 0                      | 35       | 3      | 2           | 0          |
| D. Celeadnic     | 13         | -6         | 0           | 0          | 0                 | 0                 | 0                 | 0                 | 1                  | -0                 | 0                  | 0                  | 1                      | -1                     | 0                      | 0                      | 15       | -7     | 0           | 0          |
| V. Cozma         | 3          | 1          | 1           | 0          | 2                 | 0                 | 0                 | 0                 | 0                  | 0                  | 0                  | 0                  | 0                      | 0                      | 0                      | 0                      | 5        | 1      | 1           | 0          |
| S. Despotovski   | 6          | 0          | 1           | 0          | 0                 | 0                 | 0                 | 0                 | 1                  | 0                  | 0                  | 0                  | 1                      | 0                      | 0                      | 0                      | 8        | 0      | 1           | 0          |
| A. Dijinari      | 2          | 0          | 0           | 0          | 1                 | 0                 | 0                 | 0                 | 0                  | 0                  | 0                  | 0                  | 0                      | 0                      | 0                      | 0                      | 3        | 0      | 0           | 0          |
| M. Ferreira      | 0          | 0          | 0           | 0          | 0                 | 0                 | 0                 | 0                 | 0                  | 0                  | 0                  | 0                  | 0                      | 0                      | 0                      | 0                      | 0        | 0      | 0           | 0          |
| D. Forov         | 5          | 2          | 0           | 0          | 4                 | 0                 | 0                 | 0                 | 0                  | 0                  | 0                  | 0                  | 0                      | 0                      | 0                      | 0                      | 9        | 2      | 0           | 0          |
| M. Ghecev        | 0          | 0          | 0           | 0          | 0                 | 0                 | 0                 | 0                 | 0                  | 0                  | 0                  | 0                  | 0                      | 0                      | 0                      | 0                      | 0        | 0      | 0           | 0          |
| G. Goodlad       | 6          | 0          | 0           | 0          | 1                 | 0                 | 0                 | 0                 | 0                  | 0                  | 0                  | 0                  | 0                      | 0                      | 0                      | 0                      | 7        | 0      | 0           | 0          |
| R. Jureškin      | 4          | 0          | 0           | 0          | 0                 | 0                 | 0                 | 0                 | 1                  | 0                  | 0                  | 0                  | 2                      | 0                      | 0                      | 0                      | 7        | 0      | 0           | 0          |
| M. Kyabou        | 17         | 0          | 3           | 0          | 3                 | 0                 | 1                 | 0                 | 4                  | 0                  | 0                  | 0                  | 2                      | 0                      | 1                      | 0                      | 26       | 0      | 5           | 0          |
| M. Lins          | 12         | 0          | 2           | 0          | 1                 | 0                 | 0                 | 0                 | 4                  | 0                  | 0                  | 0                  | 1                      | 0                      | 1                      | 0                      | 18       | 0      | 3           | 0          |
| R. Lopes         | 10         | 0          | 2           | 0          | 6                 | 0                 | 0                 | 0                 | 0                  | 0                  | 0                  | 0                  | 0                      | 0                      | 0                      | 0                      | 16       | 0      | 2           | 0          |
| K. Loukou        | 1          | 0          | 1           | 0          | 0                 | 0                 | 0                 | 0                 | 0                  | 0                  | 0                  | 0                  | 0                      | 0                      | 0                      | 0                      | 1        | 0      | 1           | 0          |
| S. Magassouba    | 9          | 0          | 1           | 0          | 5                 | 0                 | 0                 | 0                 | 0                  | 0                  | 0                  | 0                  | 0                      | 0                      | 0                      | 0                      | 14       | 0      | 1           | 0          |
| V. Mamuchashvili | 19         | 6          | 1           | 0          | 4                 | 2                 | 0                 | 0                 | 0                  | 0                  | 0                  | 0                  | 0                      | 0                      | 0                      | 0                      | 23       | 8      | 1           | 0          |
| S. Marušić       | 9          | 4          | 2           | 0          | 3                 | 3                 | 0                 | 0                 | 0                  | 0                  | 0                  | 0                  | 0                      | 0                      | 0                      | 0                      | 12       | 7      | 2           | 0          |
| J. Mbekeli       | 6          | 0          | 2           | 0          | 0                 | 0                 | 0                 | 0                 | 1                  | 0                  | 0                  | 0                  | 2                      | 0                      | 0                      | 0                      | 9        | 0      | 2           | 0          |
| A. Mija          | 14         | 3          | 2           | 0          | 1                 | 1                 | 0                 | 0                 | 4                  | 0                  | 3                  | 0                  | 1                      | 0                      | 1                      | 0                      | 20       | 4      | 6           | 0          |
| E. Odede         | 8          | 0          | 0           | 0          | 4                 | 2                 | 0                 | 0                 | 0                  | 0                  | 0                  | 0                  | 0                      | 0                      | 0                      | 0                      | 12       | 2      | 0           | 0          |
| A. Ouattara      | 9          | 2          | 1           | 0          | 0                 | 0                 | 0                 | 0                 | 3                  | 0                  | 0                  | 0                  | 0                      | 0                      | 0                      | 0                      | 12       | 2      | 1           | 0          |
| V. Paireli       | 4          | 0          | 0           | 0          | 0                 | 0                 | 0                 | 0                 | 1                  | 0                  | 0                  | 0                  | 0                      | 0                      | 0                      | 0                      | 5        | 0      | 0           | 0          |
| I. Pata          | 4          | 0          | 1           | 0          | 0                 | 0                 | 0                 | 0                 | 4                  | 0                  | 1                  | 0                  | 1                      | 0                      | 0                      | 0                      | 9        | 0      | 2           | 0          |
| J. Paulo         | 14         | 0          | 0           | 0          | 3                 | 0                 | 0                 | 0                 | 4                  | 0                  | 0                  | 0                  | 2                      | 0                      | 0                      | 0                      | 23       | 0      | 0           | 0          |
| L. Phelipe       | 5          | 0          | 0           | 0          | 3                 | 1                 | 1                 | 0                 | 0                  | 0                  | 0                  | 0                  | 0                      | 0                      | 0                      | 0                      | 8        | 1      | 1           | 0          |
| T. Reid          | 0          | 0          | 0           | 0          | 0                 | 0                 | 0                 | 0                 | 0                  | 0                  | 0                  | 0                  | 0                      | 0                      | 0                      | 0                      | 0        | 0      | 0           | 0          |
| A. Riak          | 8          | 2          | 0           | 0          | 0                 | 0                 | 0                 | 0                 | 2                  | 0                  | 0                  | 0                  | 1                      | 0                      | 0                      | 0                      | 11       | 2      | 0           | 0          |
| J. Rodallega     | 0          | 0          | 0           | 0          | 1                 | 0                 | 0                 | 0                 | 0                  | 0                  | 0                  | 0                  | 0                      | 0                      | 0                      | 0                      | 1        | 0      | 0           | 0          |
| A. Serobyan      | 9          | 1          | 3           | 0          | 6                 | 1                 | 1                 | 0                 | 0                  | 0                  | 0                  | 0                  | 0                      | 0                      | 0                      | 0                      | 15       | 2      | 4           | 0          |
| V. Străistari    | 5          | -2         | 0           | 0          | 6                 | -3                | 1                 | 0                 | 0                  | 0                  | 0                  | 0                  | 0                      | 0                      | 0                      | 0                      | 11       | -5     | 1           | 0          |
| N. Swen          | 4          | 0          | 0           | 0          | 5                 | 0                 | 0                 | 0                 | 0                  | 0                  | 0                  | 0                  | 0                      | 0                      | 0                      | 0                      | 9        | 0      | 0           | 0          |
| E. Velić         | 5          | -4         | 0           | 0          | 0                 | 0                 | 0                 | 0                 | 0                  | 0                  | 0                  | 0                  | 0                      | 0                      | 0                      | 0                      | 5        | -4     | 0           | 0          |
| P. Yade          | 22         | 6          | 3           | 0          | 6                 | 2                 | 0                 | 0                 | 2                  | 1                  | 0                  | 0                  | 2                      | 0                      | 0                      | 0                      | 32       | 9      | 3           | 0          |
| A. Zohouri       | 18         | 0          | 4           | 0          | 6                 | 0                 | 2                 | 0                 | 0                  | 0                  | 0                  | 0                  | 0                      | 0                      | 0                      | 0                      | 24       | 0      | 6           | 0          |